# Stillfrön
Stillfrön (Descurainia) är ett släkte av korsblommiga växter. Stillfrön ingår i familjen korsblommiga växter.

## Bildgalleri

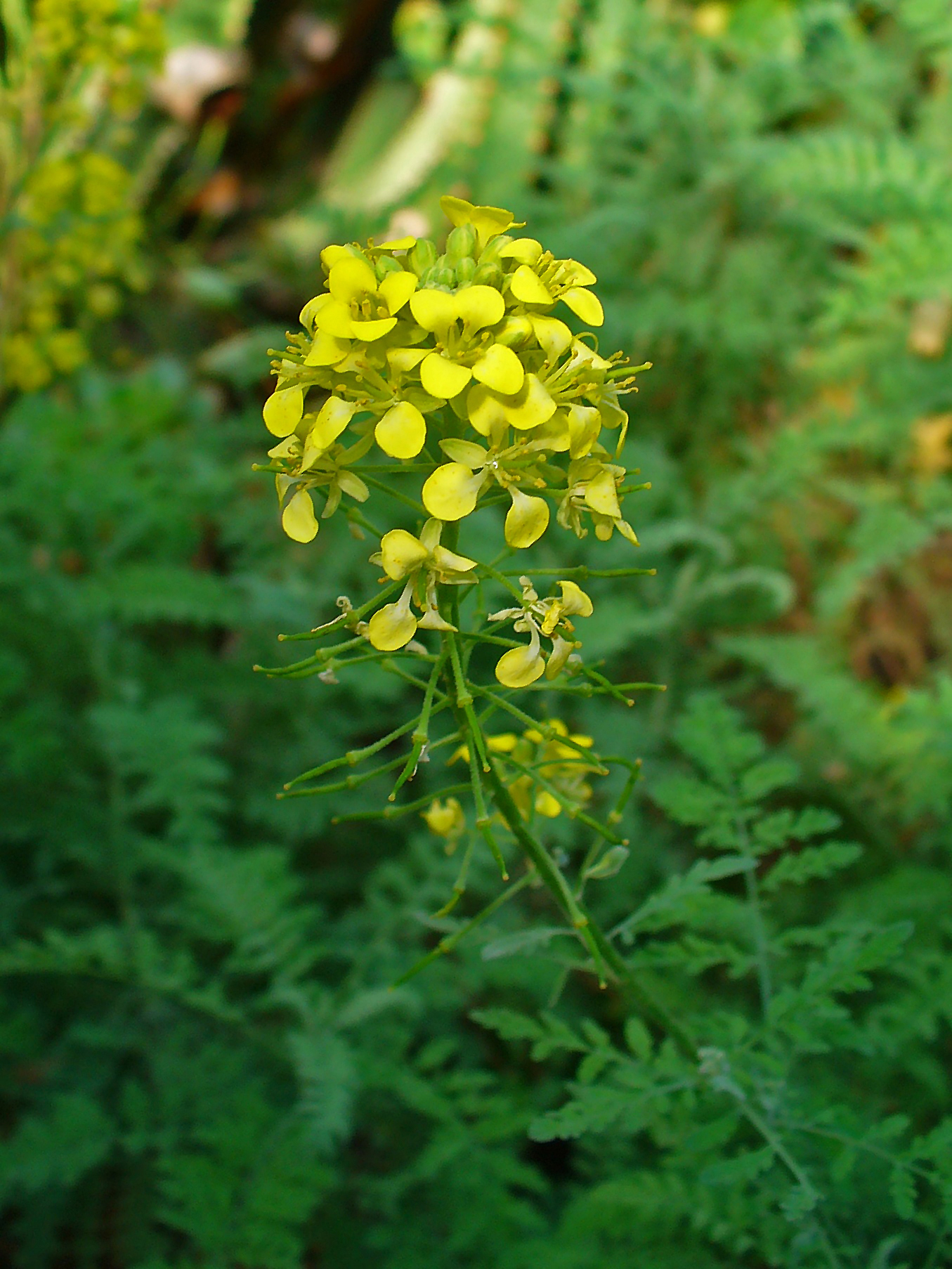
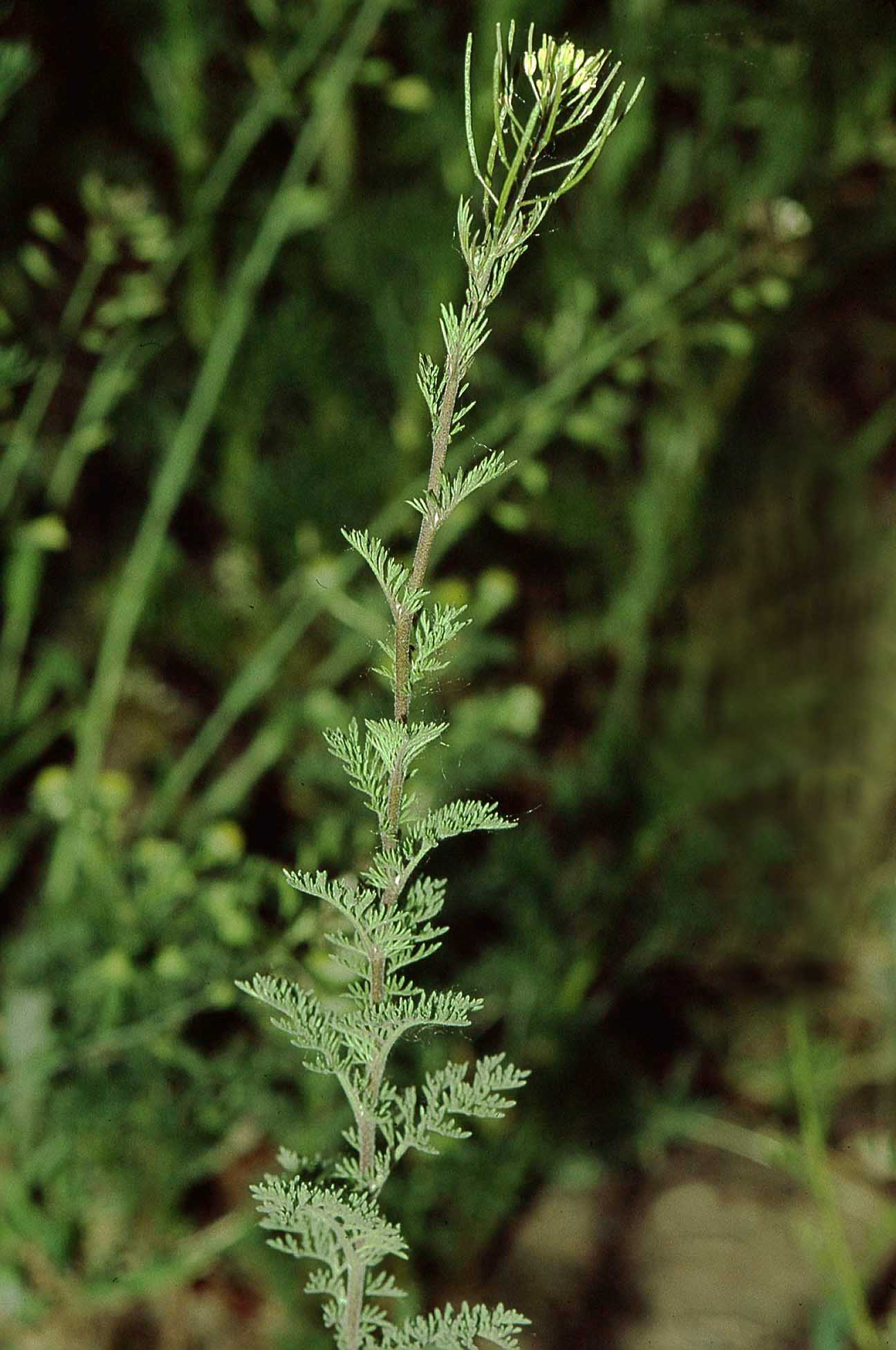

## Dottertaxa till Stillfrön, i alfabetisk ordning[1]
- Descurainia adenophora
- Descurainia altoandina
- Descurainia antarctica
- Descurainia appendiculata
- Descurainia argentea
- Descurainia argentina
- Descurainia artemisioides
- Descurainia athrocarpa
- Descurainia bartschii
- Descurainia bourgaeana
- Descurainia brevifructa
- Descurainia brevisiliqua
- Descurainia californica
- Descurainia cumingiana
- Descurainia depressa
- Descurainia diversifolia
- Descurainia erodiifolia
- Descurainia gilva
- Descurainia glaucescens
- Descurainia gonzalezi
- Descurainia hartwegiana
- Descurainia heterotricha
- Descurainia impatiens
- Descurainia incana
- Descurainia incisa
- Descurainia kenheilii
- Descurainia kochii
- Descurainia latisiliqua
- Descurainia lemsii
- Descurainia leptoclada
- Descurainia longipedicellata
- Descurainia macbridei
- Descurainia millefolia
- Descurainia myriophylla
- Descurainia nana
- Descurainia nelsonii
- Descurainia nuttallii
- Descurainia obtusa
- Descurainia paradisa
- Descurainia pimpinellifolia
- Descurainia pinnata
- Descurainia preauxiana
- Descurainia richardsonii
- Descurainia sophia
- Descurainia sophioides
- Descurainia streptocarpa
- Descurainia stricta
- Descurainia tanacetifolia
- Descurainia titicacensis
- Descurainia torulosa
- Descurainia urbaniana
- Descurainia virletii